# Marion Gering
Marion Gering (* 9. Juni 1901 in Rostow am Don; † 19. April 1977 in New York City) war ein US-amerikanischer Filmregisseur, Drehbuchautor und Filmproduzent russischer Abstammung.

## Karriere
Marion Gering kam 1924 als lizenzierter Händler für sibirische Pelze in die USA. Er wechselte unmittelbar nach seiner Ankunft das Metier und produzierte Theaterstücke, zuerst in Chicago, wo er die experimentelle Theatergruppe Chicago Play Producing Company gründete und später in New York City. 1931 unterschrieb er einen Vertrag mit Paramount, für die er in der Folgezeit unter anderem sechs Filme mit Sylvia Sidney drehte, darunter Ladies of the Big House aus dem Jahr 1931 und Jennie Gerhardt zwei Jahre später, die Verfilmung des gleichnamigen Romans von Theodore Dreiser. Mit Ausnahme von Devil and the Deep von 1932, der mit Tallulah Bankhead, Gary Cooper und Charles Laughton eine Starbesetzung und ein entsprechendes Budget aufweisen konnte, waren die meisten seiner Filme eher B-Produktionen. Ab Mitte der Dekade ging seine Karriere in Hollywood zu Ende und er versuchte in der Folgezeit, wenn auch vergeblich, an seine früheren Erfolge als Theaterproduzent anzuknüpfen.

## Filmografie (Auswahl)
- 1931: I Take This Woman
- 1931: Das Frauengefängnis (Ladies of the Big House)
- 1931: Verhängnis eines Tages (24 Hours)
- 1932: Die Frau im U-Boot (Devil and the Deep)
- 1932: Madame Butterfly
- 1933: Jennie Gerhardt
- 1934: Prinzessin für 30 Tage (Thirty Day Princess)
- 1936: Lady of Secrets